# Kolarstwo na Letnich Igrzyskach Olimpijskich 1932
Kolarstwo na Letnich Igrzyskach Olimpijskich 1932 w Los Angeles rozgrywane było w dniach 1–3 sierpnia 1932 r. Konkurencje torowe odbyły się na drewnianym torze zbudowanym na stadionie Rose Bowl w Pasadenie. Program zawodów był taki sam, jak na rozgrywanych cztery lata wcześniej igrzyskach w Amsterdamie. Długość wyścigu szosowego wynosiła 100 km. Polacy nie wystartowali w żadnej konkurencji kolarskiej.

## Medaliści
| Konkurencja                                 | Złoto                                                       | Srebro                                                              | Brąz                                                                |
| kolarstwo szosowe                           |                                                             |                                                                     |                                                                     |
| indywidualna jazda na czas (szczegóły)      | Attilio Pavesi                                              | Guglielmo Segato                                                    | Bernhard Britz                                                      |
| drużynowa jazda na czas (szczegóły)         | Włochy · Attilio Pavesi · Guglielmo Segato · Giuseppe Olmo  | Dania · Frode Sørensen · Leo Nielsen · Henry Hansen                 | Szwecja · Bernhard Britz · Sven Höglund · Arne Berg                 |
| kolarstwo torowe                            |                                                             |                                                                     |                                                                     |
| Sprint (szczegóły)                          | Jacobus van Egmond                                          | Louis Chaillot                                                      | Bruno Pellizzari                                                    |
| Tandemy (szczegóły)                         | Francja · Maurice Perrin, Louis Chaillot                    | Wielka Brytania · Ernest Chambers, Stanley Chambers                 | Dania · Harald Christensen, Willy Gervin                            |
| Wyścig drużynowy na dochodzenie (szczególy) | Włochy · M. Cimatti, P. Pedretti, · A. Ghilardi, N. Borsari | Francja · A. Fournier, R. Le Grevès, · H. Mouillefarine, P. Chocque | Wielka Brytania · E. Johnson, W. Harvell, · F. Southall, C. Holland |
| 1 km na czas (szczegóły)                    | Dunc Gray                                                   | Jacobus van Egmond                                                  | Charles Rampelberg                                                  |

### Kolarstwo szosowe

#### Wyścig na czas - indywidualnie
| Miejsce | Państwo         | Zawodnik           | Czas        |
| ------- | --------------- | ------------------ | ----------- |
| 1.      | Włochy          | Attilio Pavesi     | 2:28:05.6 h |
| 2.      | Włochy          | Guglielmo Segato   | 2:29:21.4 h |
| 3.      | Szwecja         | Bernhard Britz     | 2:29:45.2 h |
| 4.      | Włochy          | Giuseppe Olmo      | 2:29:48.2 h |
| 5.      | Dania           | Frode Sørensen     | 2:30:11.2 h |
| 6.      | Wielka Brytania | Frank Southall     | 2:30:16.2 h |
| 7.      | Włochy          | Giovanni Cazzulani | 2:31:07.2 h |
| 8.      | Szwecja         | Sven Höglund       | 2:31:29.4 h |

#### Wyścig na czas - drużynowo
| Miejsce | Państwo           | Zawodnik                                         |
| ------- | ----------------- | ------------------------------------------------ |
| 1.      | Włochy            | Attilio Pavesi Guglielmo Segato Giuseppe Olmo    |
| 2.      | Dania             | Frode Sørensen Leo Nielsen Henry Hansen          |
| 3.      | Szwecja           | Bernhard Britz Sven Höglund Arne Berg            |
| 4.      | Wielka Brytania   | Frank Southall Charles Holland Stanley Butler    |
| 5.      | Francja           | Paul Chocque Amédée Fournier Henri Mouillefarine |
| 6.      | Stany Zjednoczone | Henry O'Brien Frank Connell Otto Luedeke         |
| 7.      | Kanada            | Glen Robbins James Jackson Frank Elliott         |
| 8.      | Rzesza Niemiecka  | Werner Lange-Wittich Julius Maus Hubert Ebner    |

Rezultaty tej konkurencji ustalono na podstawie sumy czasów trzech najlepszych zawodników z danego kraju w wyścigu indywidualnym na czas.

### Kolarstwo torowe

#### Sprint
| Miejsce | Państwo           | Zawodnik           | Czas |
| ------- | ----------------- | ------------------ | ---- |
| 1.      | Holandia          | Jacobus van Egmond |      |
| 2.      | Francja           | Louis Chaillot     |      |
| 3.      | Włochy            | Bruno Pellizzari   |      |
| 4.      | Australia         | Dunc Gray          |      |
| 5.      | Wielka Brytania   | Ernest Chambers    |      |
| 5.      | Dania             | Willy Gervin       |      |
| 5.      | Kanada            | Leo Marchiori      |      |
| 5.      | Stany Zjednoczone | Bobby Thomas       |      |

#### Tandemy
| Miejsce | Państwo           | Zawodnik                         |
| ------- | ----------------- | -------------------------------- |
| 1.      | Francja           | Maurice Perrin Louis Chaillot    |
| 2.      | Wielka Brytania   | Stanley Chambers Ernest Chambers |
| 3.      | Dania             | Harald Christensen Willy Gervin  |
| 4.      | Holandia          | Bernard Leene Jacobus van Egmond |
| 5.      | Stany Zjednoczone | Frank Testa Buck Ingham          |

W tej konkurencji wystartowało tylko pięć ekip.

#### Drużynowo na dochodzenie
| Miejsce | Państwo           | Zawodnik                                                        |
| ------- | ----------------- | --------------------------------------------------------------- |
| 1.      | Włochy            | Marco Cimatti Paolo Pedretti Alberto Ghilardi Nino Borsari      |
| 2.      | Francja           | Amédée Fournier René Le Grevès Henri Mouillefarine Paul Chocque |
| 3.      | Wielka Brytania   | Ernest Johnson William Harvell Frank Southall Charles Holland   |
| 4.      | Kanada            | Lew Rush Glen Robbins Russ Hunt Frank Elliott                   |
| 5.      | Stany Zjednoczone | Eddie Testa Red Berti Harold Ade Russell Allen                  |

W tej konkurencji wystartowało tylko pięć ekip.

#### 1 km na czas
| Miejsce | Państwo           | Zawodnik           | Czas     |
| ------- | ----------------- | ------------------ | -------- |
| 1.      | Australia         | Dunc Gray          | 1:13.0 h |
| 2.      | Holandia          | Jacobus van Egmond | 1:13.3 h |
| 3.      | Francja           | Charles Rampelberg | 1:13.4 h |
| 4.      | Wielka Brytania   | William Harvell    | 1:14.7 h |
| 4.      | Włochy            | Luigi Consonni     | 1:14.7 h |
| 6.      | Kanada            | Lew Rush           | 1:15.6 h |
| 7.      | Dania             | Harald Christensen | 1:16.0 h |
| 8.      | Stany Zjednoczone | Bernard Mammes     | 1:18.0 h |

## Klasyfikacja medalowa
| #  | Reprezentacja   | Złoto | Srebro | Brąz | Razem |
| -- | --------------- | ----- | ------ | ---- | ----- |
| 1. | Włochy          | 3     | 1      | 1    | 5     |
| 2. | Francja         | 1     | 2      | 1    | 4     |
| 3. | Holandia        | 1     | 1      | 0    | 2     |
| 4. | Australia       | 1     | 0      | 0    | 1     |
| 5. | Dania           | 0     | 1      | 1    | 2     |
| 6, | Wielka Brytania | 0     | 1      | 1    | 2     |
| 7. | Szwecja         | 0     | 0      | 2    | 2     |